# Superliga
Superliga ist ein Begriff, der im Sport aus Marketinggründen verwendet wird und in der Regel die höchste Spielklasse einer Sportart bezeichnet. Der Begriff unterscheidet sich insofern nicht von ähnlich verwendeten Begriffen wie z. B. Ekstraklasa im Polnischen Fußball, die ebenfalls die höchste Spielklasse bezeichnen.

## Eishockey
- bis 2006: Russland – 1. Liga, jetzt Kontinentale Hockey-Liga
- Spanien – 1. Liga
- Türkei – 1. Liga

## Fußball
- Argentinien – 1. Liga
- Dänemark – 1. Liga
- Kosovo – 1. Liga
- Serbien – 1. Liga

- bis 2005/06: Portugal – 1. Liga, heute Liga Zon Sagres
- bis 2008: Kasachstan – 1. Liga, heute Premjer-Liga
- bis 2011: Nordamerika – internationaler Klub-Wettbewerb
- von 2013 bis 2017: Rumänien – 1. Liga, heute Liga 1 Feminin

## Handball
- PGNiG Superliga Kobiet – höchste polnische Liga der Frauen
- PGNiG Superliga Mężczyzn – höchste polnische Liga der Männer
- Handball-Superliga der Frauen – höchste ukrainische Liga der Frauen
- Handball-Superliga der Männer – höchste ukrainische Liga der Männer

## Sportkegeln
- Österreich – 1. Liga (ab Spieljahr 2009/10)

## Tischtennis
- Europa – gemeinsame höchste Spielklasse von Österreich, Ungarn, Tschechien, der Slowakei, Kroatien und Schweiz
- Chinesische Super League Tischtennis – Superliga in China

## Volleyball
- Russland – 1. Männerliga
- Russland – 1. Frauenliga